# WASP-76 b
WASP-76 b è un esopianeta gioviano caldo scoperto nel corso del 2013 orbitante intorno alla stella WASP-76, una stella di classe F distante circa 637,0 anni luce dal Sistema Solare, nella costellazione dei Pesci. Il pianeta ha 0,92 volte la massa di Giove, possiede una temperatura di equilibrio di 1.920 °C (2.190 K) con una temperatura diurna misurata di 2.227 ± 200 °C (2.500 ± 200 K). Le osservazioni al 2021 indicherebbero che WASP-76 b è l'unico pianeta del suo sistema stellare.

## Tracce di elementi pesanti in atmosfera
La combinazione dei dati dei telescopi spaziali Hubble e Spitzer ha consentito il rilevamento di ossido di titanio e tracce di acqua nell'atmosfera di WASP-76 b. Uno spettro successivo, a risoluzione più elevata, ha evidenziato la presenza degli elementi Li, Na, Mg, Ca, Mn, K e Fe in forma ionizzata. Nel 2021 è stata confermata la presenza di calcio ionizzato. L'atmosfera di WASP-76 b appare nuvolosa con una presenza significativa di incandescenza termica.
Ulteriori analisi spettroscopiche fatte con lo strumento ESPRESSO del VLT  hanno evidenziato tracce di bario nelle atmosfere superiori del pianeta. L'elemento, 2,5 volte più pesante del ferro e rilevato per la prima volta in un'atmosfera esoplanetaria, è stato trovato a seguito di uno studio che ha interessato WASP-76 b e WASP-121 b, anch'esso un gioviano caldo. La scoperta contribuisce a ritenere queste atmosfere più complesse di quanto i modelli prevedano, in quanto ci si aspetterebbe che data l'elevata gravità presente su questo tipo pianeti, elementi pesanti come il bario cadano rapidamente negli strati inferiori dell'atmosfera.

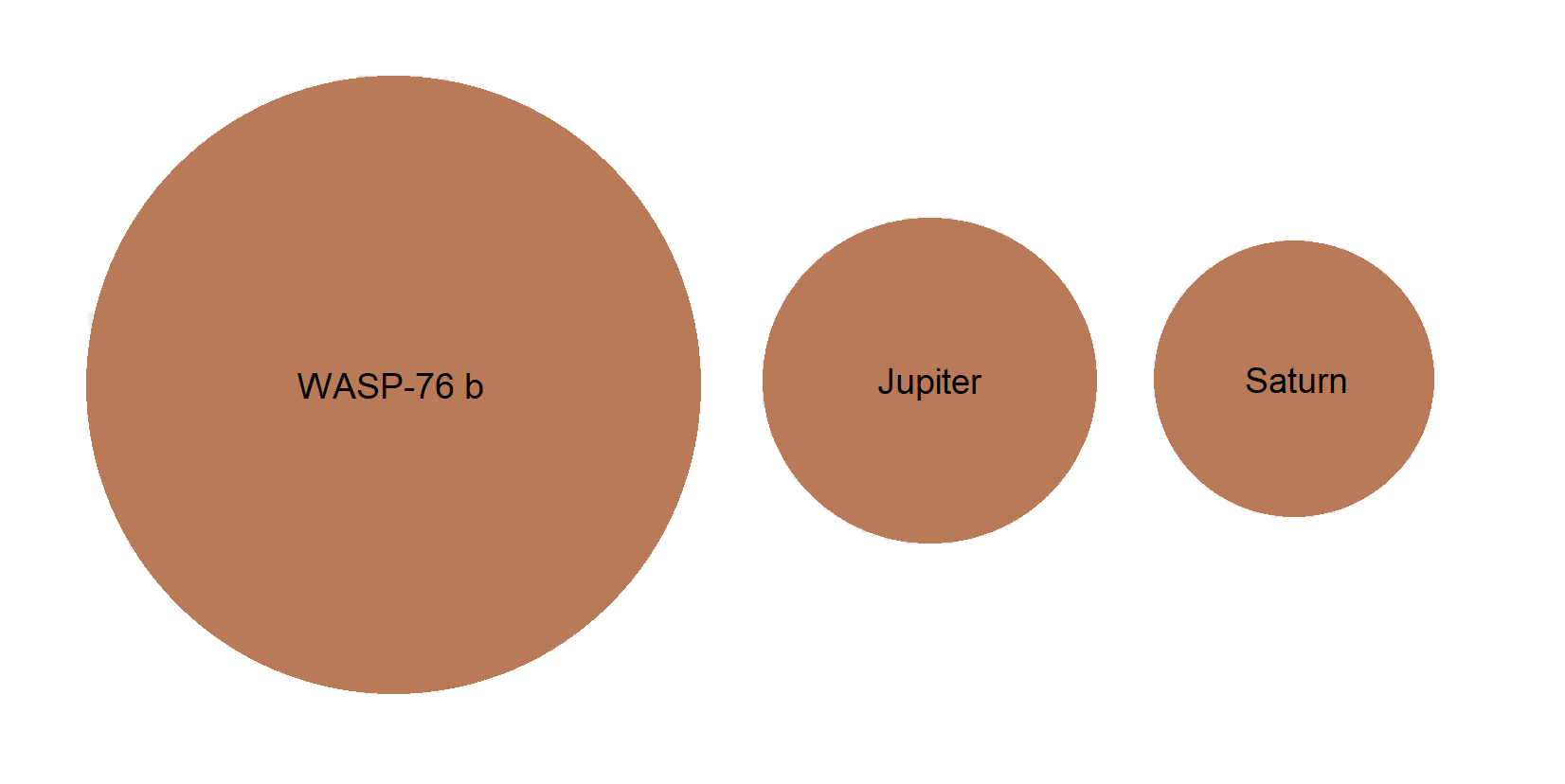
Le dimensioni di WASP-76 b comparate con quelle di Giove e Saturno

.

## Possibile presenza di nubi ferrose
A marzo 2020, a seguito di osservazioni è stato ipotizzato che la temperatura del pianeta potrebbe raggiungere i 2.400 °C (2.670 K) sul lato diurno, che è un valore talmente elevato da vaporizzare il ferro neutro. Con questi valori, se nel lato notturno di WASP-76 b la temperatura dovesse scendere sotto i 1.400 °C (1.670 K), il ferro potrebbe condensare e precipitare in forma di ferro liquido caldo sulla sua superficie.
Nel maggio 2020 è stato scoperto che le valutazioni spettroscopiche del pianeta rilevate in precedenza dal telescopio spaziale Hubble erano inficiate dalla luce di una probabile compagna stellare di WASP-76. Il modello atmosferico aggiornato farebbe pensare a uno strato di idrogeno-elio, escludendo il rilevamento precedente di ferro neutro, con tracce di ossidi di titanio e vanadio negli strati superiori dell'atmosfera.
Nel 2021, la controversia è stata appianata dimostrando che un segnale transitorio che evidenzi la condensazione del ferro può essere dovuto anche all'asimmetria dei valori rilevati della temperatura misurata al bordo del pianeta entrante in fase diurna ed al bordo entrante in fase notturna.
I modelli della circolazione atmosferica planetaria per WASP-76 b suggeriscono l'esistenza di una densa nube stratificata con presenza di ossido di alluminio, ferro neutro o ortosilicato di magnesio.